# 尤祥斋
尤祥斋（1912年—2006年9月18日），原名刘芝兰，女，陕西米脂人，中华人民共和国政治人物，曾任中国中医科学院西苑医院副院长，中国中医研究院顾问，第五、六、七届全国政协委员。